# Le Folgoët
Le Folgoët är en kommun i departementet Finistère i regionen Bretagne i västra Frankrike. Kommunen ligger i kantonen Lesneven som tillhör arrondissementet Brest. År 2022 hade Le Folgoët 3 290 invånare.

## Befolkningsutveckling
Antalet invånare i kommunen Le Folgoët
Referens:INSEE